# Rüdiger Reinecke
Rüdiger Reinecke (* um 1939) ist ein deutscher Tischtennisspieler, der an der Europameisterschaft 1962 teilnahm.
Rüdiger Reinecke spielte spätestens seit 1958 Jahre beim Verein TTC Rot-Weiß Hamburg. Lokale Erfolge erzielte er mit Titelgewinnen bei der Hamburger Meisterschaft, wo er 1960 das Einzel, 1963 mit Uschi Isler das Mixed und 1964 mit Hermann Gerdes das Doppel gewann.
1962 wurde er für die Individualwettbewerbe der Europameisterschaft in West-Berlin nominiert. Hier besiegte er im Einzel Jose Maria Ramon (Spanien) und Kent Johansson (Schweden), danach unterlag er dem Deutschen Dieter Michalek. Im Doppel mit Heinz Niemeyer gewann er gegen Kenneth Eloury/Edward O’Neill (Jersey) und schied danach gegen die Belgier Paul Bertrand/Guy Delabarre aus. Bei den Deutschen Hochschulmeisterschaften im Wintersemester 1965/66 gewann er mit der Mannschaft der Universität Hamburg, zu der unter anderem auch Dieter Michalek (TTC Mörfelden), Ingolf Klüssendorf (TTC Rot-Weiß Hamburg) und Hans-Jürgen Freimuth (Werder Bremen) gehörten, den Titel, nachdem zuvor die Universität zu Köln zwölfmal in Folge gewonnen hatte.
1966 heiratete er die Hamburger Tischtennisspielerin Uschi Isler, die damalige Nummer neun der deutschen Rangliste. 1967 ging das Paar vorübergehend nach Rotterdam. Nach einigen Jahren in Helsinki zog man im März 1973 nach Kuala Lumpur.